# 水星詩刊
《水星詩刊》，台灣的現代詩刊，為水星詩社之詩刊。該刊在1971年1月10日高雄市左營區創刊，由管管、張默主編，出刊九期，到1972年6月停刊。

## 資料來源
1. ↑  文訊雜誌社編輯，《光復後台灣地區文壇大事記要(增訂本)》，台北市：文建會，1995年6月2版。